# Perizoma emmelesiata
Perizoma emmelesiata är en fjärilsart som beskrevs av Pieter Cornelius Tobias Snellen 1874. Perizoma emmelesiata ingår i släktet Perizoma och familjen mätare. Inga underarter finns listade i Catalogue of Life.